# Église Saint-Clément de Cézac
L'église Saint-Clément de Cézac est une église catholique située à Grauffet, sur le territoire de la commune de Cézac, en France.

## Localisation
L'église Saint-Clément est située dans le département français du Lot, à Cézac.

## Historique
Une église est mentionnée au XIIIe siècle. Elle est reconstruite au XVe siècle.
L'édifice est inscrit au titre des monuments historiques le 29 mars 1929.
Plusieurs objets sont référencer dans la base Palissy.

## Description
L'église a un plan de croix latine, composée d'une nef rectangulaire, avec chapelle sur la face nord, et une autre côté sud transformée en sacristie. Le chœur est voûté sur croisées d'ogives retombant sur des culs de lampe. La nef et la chapelle nord sont plafonnées en planches.
Le portail est surmonté d'un arc en tiers-point décoré de moulures. 
Au-dessus du chœur s'élève un petit clocher bas peut-être élevé au XVIIIe siècle. Il contient une cloche, refondue en 1875, portait deux vers attribués à Clément Marot : « J’ai la langue pendue au milieu de mon corps. J’appelle les vivants et sonne pour les morts ». La tradition affirmait que le père de Clément Marot aurait vécu dans le hameau près de l'église.